# Головін Дмитро Володимирович
Дмитро́ Володи́мирович Голові́н (1981—2015) — старший солдат Збройних сил України, учасник російсько-української війни.

## Біографія
Народився Дмитро Головін 9 червня 1981 року у місті Володимирі-Волинському. Навчався у Володимир-Волинській ЗОШ № 5, після школи закінчив Нововолинське ПТУ. Після закінчення навчання пройшов строкову службу в ЗСУ, працював у ТЗоВ «Гербор-Холдінг». Проживав із матір'ю, виховував двох дітей 8 та 12 років (дружина покинула сім'ю раніше). Був мобілізований до лав Збройних Сил улітку 2014 року під час третьої хвилі мобілізації як доброволець. Загинув Дмитро Головін 1 лютого 2015 року у Попаснянському районі. Тоді ж поліг смертю хоробрих, відбиваючи атаку російської ДРГ, сержант 17-ї танкової бригади Дмитро Человський. Попередньо матері Дмитра повідомили, що син загинув під час обстрілу сил АТО від множинних осколкових наскрізних поранень тіла. Але пізніше стали відомі подробиці загибелі волинського бійця. Із розповідей інших бійців, матері героя розказали, що перед загибеллю Дмитро і ще один молодший боєць 19-ти років залишились у бліндажі після обстрілу лише удвох, і без патронів. Проросійські бойовики оточили бліндаж і, знаючи, що там є хтось із українців, почали кричати: «Танкіст, виходь!» Дмитро наказав молодому солдату сидіти, і вирішив вийти з бліндажа сам. Після наближення сепаратистів, щоб потягти час, він вирішив розказати терористам про свою сім'ю та дітей. Але проросійські найманці швидко вклали Дмитра на землю, і пострілом у потилицю вбили українського бійця. Цей вчинок Дмитра врятував молодшого за нього солдата, адже сепаратисти вирішили не перевіряти бліндаж, вважаючи, що там більше немає українських солдатів.
Удома без батька залишились двоє дітей — 12-річний син та 8-річна донька, яких виховує мати Героя.
Похований Дмитро Головін у рідному місті на Федорівському кладовищі.

## Нагороди
23 травня 2014 року — за особисту мужність і героїзм, виявлені у захисті державного суверенітету та територіальної цілісності України, вірність військовій присязі під час російсько-української війни, відзначений — нагороджений орденом «За мужність» III ступеня (посмертно).

## Вшанування пам'яті
24 квітня 2015 року Володимир-Волинська міська рада посмертно нагородила Дмитра Головіна почесною відзнакою «За заслуги перед містом Володимир-Волинський» та разом із іншими загиблими в АТО військовослужбовцями, які були жителями міста Володимира-Волинського, присвоїла загиблому воїну звання «Почесний громадянин міста Володимира-Волинського». На цій сесії міської ради також прийнято рішення про присвоєння імені Дмитра Головіна запланованій до будівництва вулиці неподалік місця проживання загиблого Героя. 22 квітня 2015 року у Слов'янському парку у Володимирі-Волинському була закладена Алея Слави у пам'ять жителів міста, які загинули на сході України під час проведення антитерористичної операції. Студенти Володимир-Волинського агротехнічного коледжу висадили у парку 8 дубів у пам'ять про загиблих жителів міста — Василя Спасьонова, Віктора Хмелецького, Ігора Упорова, Олександра Максименка, Михайла Ілляшука, Леоніда Полінкевича, Дмитра Колєснікова та Дмитра Головіна.
13 жовтня 2015 року, напередодні Дня захисника України, на фасаді Володимир-Волинської ЗОШ № 5, яку закінчив загиблий герой, було урочисто відкрито дошку пам'яті на честь Дмитра Головіна.